# Karabiner 98k
Karabiner 98 Kurz ofte forkortet til Kar98k eller K98k er en repetérriffel og standardinfanteririffel, der var i brug i den tyske Wehrmacht fra 1935. Den var en af de sidste i den lange række af Mauser-militærrifler.

## Beskrivelse
Karabiner 98k var en repetérriffel af Mauser-modellen med et internt magasin på fem 7.92 x 57 mm patroner, også kendt som 8 mm Mauser. De indførtes i våbnet ved hjælp af en laderamme med fem patroner, der ovenfra pressedes ned i magasinet. Våbnet blev udviklet fra Mauser-modeller, især Karabiner 98b, der igen var udviklet fra Mauser Model 1898 Gewehr 98, der var baseret på Lebel Model 1886-riflen, men var forbedret med et magasin med fem skud. Fordi riflen var kortere end tidligere, fik den betegnelsen Karabiner 1898 Kurz: "Kort karabinmodel 1898".
Riflen havde en bemærkelsesværdig præcision og en rækkevidde på op til 500 meter. Med kikkertsigte blev rækkevidden øget til op mod 800 meter. Riflen var beregnet til en s84/98 III bajonet og kunne affyre riffelgranater.
98k havde samme ulemper som alle rifler fra århundredeskiftet: Den var stor og tung, og dens skudafgivelse var begrænset af, hvor hurtigt skytten kunne genlade. Magasinkapaciteten var kun det halve af den britiske Lee-Enfield-riffel, men rent internt magasin, som var det nemmere at bruge. Mens både Sovjetunionen og de vestlige allierede nærmede sig standardisering af semiautomatiske rifler, holdt tyskerne sig under 2. verdenskrig til repetérriflerne, da deres taktiske doktrin indebar, at en infanterigruppes primære ildkraft var baseret på gruppens lette maskingevær. Problemer med masseproducerede semiautomatiske rifler kan også have spillet ind.
I nærkamp var maskinpistoler foretrukne, særligt i bykamp, hvor en repetérriffels lave skudkadence ikke var brugbar. I slutningen af krigen blev Kar98k delvis erstattet af StG44, der affyrede en mindre kraftfuld patron (7,92 x 33 mm), men kunne bruges som maskinpistol i nær og bykamp. Der var sjældent nok StG44 rifler i omløb, men alligevel blev K98k produceret og brugt i stort antal af tyskerne under krigen indtil den tyske kapitulation i maj 1945, og riflen var et effektivt infanterivåben.

## Brug i krige

### 2. verdenskrig
Mauser Kar98k blev brugt af alle værn i det tyske militær i Tyskland under 2. verdenskrig. Den sås på alle tyske fronter og besatte områder. Modstandsfolk i de besatte lande brugte ofte erobrede K98k-rifler. Sovjetunionen brugte også erobrede rifler i stor stil, selv om de fleste blev erstattet med sovjetiske rifler.

## Efter 2. verdenskrig
Under 2. verdenskrig erobrede Sovjetunionen millioner af Mauser Kar98k-rifler og opbevarede dem under den kolde krig i store våbenlagre som reservevåben til brug ved en eventuel krig med NATO.
De fleste af disse rifler blev under den kolde krig sendt til marxistiske, revolutionære bevægelser. En stadig strøm af gratis overskydende våben var en nem måde at støtte bevægelser og stater på uden at give dem de nyeste sovjetiske militære våben, før Moskva havde fuld tillid til dem.
For eksempel leverede Sovjetunionen K98k-rifler sammen med andre våben til sine kommunistiske allierede i Nordvietnam under Vietnamkrigen.
Amerikanske styrker fandt et stort antal Mauser K98k-rifler hos soldater fra den nordvietnamesiske hær og NLF-guerillaen.
I årene efter 2. verdenskrig brugte en række europæiske lande, der havde været besat af Tyskland, Mauser Kar98k-riflen som standardinfanterivåben på grund af de store mængder våben, tyskerne havde efterladt. Frankrig og Norge brugte riflen sammen med en række andre tyske våben i årene efter krigen. Våbenfabrikanter som Fabrique Nationale (FN) i Belgien, Česká Zbrojovka (CZ) i Tjekkoslovakiet og Zastava-fabrikken i Kragujevac i Serbien, Jugoslavien, fortsatte med at producere riflen efter 1945. Fra 1950 til 1965 producerede Zastava en kopi af Kar98k kaldet Model 1948 (M48). Jugoslavien solgte mange af dem til Algeriet, Egypten og Iran i 1950'erne og 1960'erne. Mange overskuds-M48'ere er solgt i USA, Australien og Canada i de seneste år.